# Autoserica plebeja
Autoserica plebeja är en skalbaggsart som beskrevs av Moser 1916. Autoserica plebeja ingår i släktet Autoserica och familjen Melolonthidae. Inga underarter finns listade.